# Børge Andersen
Børge Andersen (19. marts — 8. februar 1993) var en dansk skakspiller, international mester (IM) og firedobbelt Danmarksmester i skak (1958, 1967, 1968, 1973).

## Karriere
Fra midten af 1950'erne til midten af 1970'erne var Børge Andersen en af de stærkeste skakspillere i Danmark. Han deltog ved finalen af danmarksmesterskabet i skak mange gange og vandt fire gange (1958, 1967, 1968, 1973), og fik sølv seks gange (1959, 1961, 1962, 1965, 1966, 1975).
Børge Andersen spillede for Danmark ved skakolympiaden fem gange:
- I 1954 på andet reservebræt i Amsterdam (+6, =2, -5),
- I 1958 på andet bræt i München (+6, =2, -6),
- I 1964 på første bræt i Tel Aviv (+9, =4, -2),
- I 1966 på tredje bræt i Havana (+6, =4, -5),
- I 1974 på første bræt i  Nice (+3, =7, -5).